# Bianca Ghelber
Bianca Florentina Perie-Ghelber (Roman, 1º giugno 1990) è una martellista rumena, campionessa europea a Monaco di Baviera 2022.

## Palmarès
| Anno | Manifestazione           | Sede       | Evento              | Risultato | Prestazione | Note                                     |
| ---- | ------------------------ | ---------- | ------------------- | --------- | ----------- | ---------------------------------------- |
| 2005 | Mondiali U18             | Marrakech  | Lancio del martello | Oro       | 62,27 m     |                                          |
| 2006 | Mondiali U20             | Pechino    | Lancio del martello | Oro       | 67,38 m     | Miglior prestazione personale            |
| 2007 | Mondiali U18             | Ostrava    | Lancio del martello | Oro       | 64,61 m     |                                          |
| 2007 | Europei U20              | Hengelo    | Lancio del martello | Oro       | 64,35 m     |                                          |
| 2007 | Mondiali                 | Osaka      | Lancio del martello | 27ª (q)   | 64,18 m     |                                          |
| 2008 | Mondiali U20             | Bydgoszcz  | Lancio del martello | Oro       | 67,95 m     |                                          |
| 2008 | Giochi olimpici          | Pechino    | Lancio del martello | 18ª       | 68,21 m     |                                          |
| 2009 | Europei U20              | Novi Sad   | Lancio del martello | Oro       | 68,59 m     |                                          |
| 2009 | Universiadi              | Belgrado   | Lancio del martello | 6ª        | 68,16 m     |                                          |
| 2009 | Mondiali                 | Berlino    | Lancio del martello | 17ª (q)   | 68,47 m     |                                          |
| 2009 | Giochi della Francofonia | Beirut     | Lancio del martello | Argento   | 67,67 m     |                                          |
| 2010 | Europei                  | Barcellona | Lancio del martello | 4ª        | 71,62 m     |                                          |
| 2011 | Europei U23              | Ostrava    | Lancio del martello | Oro       | 71,59 m     | Miglior prestazione personale stagionale |
| 2011 | Universiadi              | Shenzhen   | Lancio del martello | Argento   | 71,18 m     |                                          |
| 2011 | Mondiali                 | Taegu      | Lancio del martello | 6ª        | 72,04 m     | Miglior prestazione personale stagionale |
| 2012 | Europei                  | Helsinki   | Lancio del martello | 9ª        | 67,24 m     |                                          |
| 2012 | Giochi olimpici          | Londra     | Lancio del martello | 22ª       | 68,34 m     |                                          |
| 2013 | Universiadi              | Kazan'     | Lancio del martello | 5ª        | 68,94 m     |                                          |
| 2013 | Mondiali                 | Mosca      | Lancio del martello | 9ª        | 71,25 m     |                                          |
| 2013 | Giochi della Francofonia | Nizza      | Lancio del martello | Argento   | 70,41 m     |                                          |
| 2014 | Europei                  | Zurigo     | Lancio del martello | 7ª        | 69,26 m     |                                          |
| 2017 | Giochi della Francofonia | Abidjan    | Lancio del martello | Oro       | 67,79 m     |                                          |
| 2017 | Mondiali                 | Londra     | Lancio del martello | 24ª (q)   | 65,07 m     |                                          |
| 2018 | Europei                  | Berlino    | Lancio del martello | 19ª (q)   | 66,17 m     |                                          |
| 2019 | Mondiali                 | Doha       | Lancio del martello | 18ª (q)   | 68,65 m     |                                          |
| 2019 | Mondiali militari        | Wuhan      | Lancio del martello | 6ª        | 65,32 m     |                                          |
| 2021 | Giochi olimpici          | Tokyo      | Lancio del martello | 6ª        | 74,18 m     | Miglior prestazione personale            |
| 2022 | Mondiali                 | Eugene     | Lancio del martello | 6ª        | 72,26 m     |                                          |
| 2022 | Europei                  | Monaco     | Lancio del martello | Oro       | 72,72 m     |                                          |
| 2023 | Giochi europei           | Chorzów    | Lancio del martello | Argento   | 72,97 m     | [ 1 ]                                    |
| 2023 | Mondiali                 | Budapest   | Lancio del martello | 7ª        | 73,70 m     |                                          |
| 2024 | Europei                  | Roma       | Lancio del martello | 20ª (q)   | 66,70 m     |                                          |
| 2024 | Giochi olimpici          | Parigi     | Lancio del martello | 9ª        | 72,36 m     |                                          |

## Altre competizioni internazionali
2014
- Oro all'Europei a squadre (First League) ( Tallinn), lancio del martello - 71,93 m

2019
- Bronzo all'Europei a squadre (First League) ( Sandnes), lancio del martello - 68,43 m